# Nad rozlewiskiem
Nad rozlewiskiem – polski serial telewizyjny, będący czwartą serią przygód Małgorzaty, Barbary i Marysi. Premiera serialu odbyła się 2 grudnia 2012. Serial jest kontynuacją Domu nad rozlewiskiem, Miłości nad rozlewiskiem oraz Życia nad rozlewiskiem.

## Produkcja
Okres zdjęciowy rozpoczął się 10 maja i trwał do 30 maja. Kręcono wtedy zdjęcia w Warszawie. Na początku czerwca praca na planie przeniosła się na Mazury. Zdjęcia trwały do 12 sierpnia, plenery: Ostróda, Konstancin.
Scenariusz serialu nie opiera się na podstawie powieści Małgorzaty Kalicińskiej.

## Obsada
- Joanna Brodzik jako Małgorzata Jantar
- Małgorzata Braunek jako Barbara Jabłonowska
- Olga Frycz jako Marysia Jantar
- Piotr Grabowski jako Konrad Jantar
- Jerzy Schejbal jako Tomasz Zawoja
- Agnieszka Mandat jako Kaśka Król
- Anna Czartoryska-Niemczycka jako Paula
- Joanna Drozda jako Elwira Parchuć
- Mateusz Janicki jako Krzysztof Jaworski
- Wojciech Droszczyński(inne języki) jako Henryk Piernacki
- Maria Pakulnis jako Ewa Sztern
- Joanna Fertacz jako Anna „Wrona” Wrońska
- Marek Kałużyński jako ksiądz Karol
- Irena Telesz-Burczyk jako Róża, matka proboszcza
- Maciej Wierzbicki jako Maciej Skwara, organista
- Mariusz Czajka jako Józef Wroński
- Krystian Wieczorek jako Sławek Maj
- Antoni Królikowski jako Kuba Milewicz
- Robert Janowski jako kierownik USC
- Sylwia Juszczak jako Mirka
- Zdzisław Wardejn jako Józef Strata, przyjaciel Basi
- Hanna Wolicka jako Czesia Karolakowa
- Piotr Polak jako Orest
- Marian Czarkowski jako Stefan Karolak
- Orina Krajewska jako Agata, koleżanka z pracy Marysi
- Agnieszka Pawlak jako Jóźwiakowa
- Norbert Kaczorowski jako Jóźwiak
- Jarosław Borodziuk jako Zabielski
- Maria Kowalik jako Romana

i inni

## Lista odcinków
| Nr odcinka | Data premiery (TVP1) |
| ---------- | -------------------- |
| 1          | 2 grudnia 2012       |
| 2          | 9 grudnia 2012       |
| 3          | 16 grudnia 2012      |
| 4          | 23 grudnia 2012      |
| 5          | 30 grudnia 2012      |
| 6          | 6 stycznia 2013      |
| 7          | 13 stycznia 2013     |
| 8          | 20 stycznia 2013     |
| 9          | 27 stycznia 2013     |
| 10         | 3 lutego 2013        |
| 11         | 10 lutego 2013       |
| 12         | 17 lutego 2013       |
| 13         | 24 lutego 2013       |